# Tensei Shitara Dai Nana Ouji Dattanode, Kimama ni Majutsu o Kiwamemasu
Eu reencarnei como o 7º Príncipe para poder aproveitar meu tempo aperfeiçoando minha habilidade mágica (転生したら第七王子だったので、気ままに魔術を極めます, Tensei Shitara Dai Nana Ōji Datta no de, Kimama ni Majutsu o Kiwamemasu) É uma série japonesa de light novel escrita por Kenkyo na Circle e ilustrada por Meru. Está sendo publicada online através do site de publicação de Shōsetsuka ni Narō desde outubro de 2019. Posteriormente, foi adquirida pela Kodansha, que lançou seis volumes desde julho de 2020 sob o selo Kodansha Ranobe Bunko. Uma adaptação em mangá ilustrada por Yōsuke Kokuzawa está sendo serializada no site e aplicativo "Magazine Pocket" da Kodansha desde junho de 2020, com seus capítulos compilados em treze volumes tankōbon até novembro de 2023. Uma adaptação para série de televisão em anime produzida pelo Tsumugi Akita Animation Lab está programada para estrear em abril de 2024.

## Enredo
As coisas importantes na magia são “pedigree familiar”, “talento” e “esforço”... Um mágico "comum" que amava profundamente a magia, mas não foi abençoado com linhagem ou talento e teve uma morte trágica. À beira da morte, um homem desejava dominar e aprender mais sobre magia, e reencarnou como Lloyd, o sétimo príncipe do Reino de Saloum, que tinha uma forte linhagem mágica. Ele renasceu com a linhagem e o talento perfeitos, mantendo intactas suas memórias do passado, e com os sentimentos que não conseguiu alcançar em sua vida anterior, desfruta de uma vida incomparável de "dominar a magia à vontade" com seu extraordinário poder mágico!

## Personagens principais
Lloyd de Saloum (Roido di Sarūmu)
Voz de: Makoto Koichi
Protagonista. O sétimo príncipe da família real que governa o Reino Saloum.
Ele é uma pessoa reencarnada e cresce com as lembranças de sua vida anterior como mágico.
Embora tenha 10 anos, ele possui um vasto conhecimento de magia e um poder mágico que tremeria mesmo no nível de um demônio.
Ele não tem interesse na sucessão ao trono, mulheres, amor, etc., e todas as suas ações e desejos são focados exclusivamente na pesquisa e prática para dominar sua magia favorita.
Grimoire (グリモワール, Gurimoa)
Voz - Fairouz Ai
O familiar de Lloyd. Grimo é um demônio de terceiro nível que manipula antigas artes mágicas que quase levaram o Reino de Salum à beira da ruína. Lloyd o liberta de um livro selado por centenas de anos na biblioteca real e, após um confronto, ele é subjugado pela mágica incompreensível e rende-se. Ele então toma a forma de um servo adorável e começa a servir Lloyd.
Silpha Langris (シルファ・ラングリス, Shirufa Rangurisu)
Empregada de Lloyd. Uma criada que serve ao Reino de Salum e atua como a educadora extremamente carinhosa de Lloyd. Possui habilidades excepcionais de esgrima e é apelidada de "Princesa da Espada de Prata".
Tao Yuifa (タオ＝ユイファ, Tao Yuifa)
Usuário de artes marciais. Capaz de manipular a respiração e acessar poderes sobre-humanos como usuário de "artes marciais". Membro da guilda de aventureiros, ela também tem uma queda por caras bonitos que encontra em suas viagens.
Ren (レン, Ren)
Membro da guilda de assassinos. Faz parte da "Guilda de Assassinos" composta por alvos. Possui a habilidade única de espalhar veneno pela pele, sendo chamado de "Ren, o Tolo das Mariposas Venenosas". Atualmente, ele é o mordomo de Lloyd.
Jiliel (ジリエル, Jirieru)
É um anjo que, após lutar com Lloyd e se parecer com um filhote de pássaro, se torna familiar dele.

## Mídias

### Light novels
| N.º | Data de lançamento    | ISBN              |
| --- | --------------------- | ----------------- |
| 1   | 2 de julho de 2020    | 978-4-06-520642-3 |
| 2   | 2 de dezembro de 2020 | 978-4-06-521533-3 |
| 3   | 6 de maio de 2021     | 978-4-06-523459-4 |
| 4   | 1 de outubro de 2021  | 978-4-06-525020-4 |
| 5   | 9 de novembro de 2020 | 978-4-06-521298-1 |
| 6   | 1 de julho de 2022    | 978-4-06-528780-4 |
| 7   | 1 de dezembro de 2023 | 978-4-06-534094-3 |

### Mangá
| N.º | Data de lançamento     | ISBN              |
| --- | ---------------------- | ----------------- |
| 1   | 9 de novembro de 2020  | 978-4-06-521298-1 |
| 2   | 9 de fevereiro de 2021 | 978-4-06-522349-9 |
| 3   | 7 de maio de 2021      | 978-4-06-523151-7 |
| 4   | 6 de agosto de 2021    | 978-4-06-524473-9 |
| 5   | 9 de novembro de 2021  | 978-4-06-525982-5 |
| 6   | 9 de fevereiro de 2022 | 978-4-06-526905-3 |
| 7   | 9 de maio de 2022      | 978-4-06-527830-7 |
| 8   | 9 de agosto de 2022    | 978-4-06-529643-1 |
| 9   | 9 de novembro de 2022  | 978-4-06-529643-1 |
| 10  | 9 de fevereiro de 2023 | 978-4-06-530523-2 |
| 11  | 9 de maio de 2023      | 978-4-06-531553-8 |
| 12  | 4 de agosto de 2020    | 978-4-06-532596-4 |
| 13  | 9 de novembro de 2023  | 978-4-06-533502-4 |

#### Versão Semi-Colorida
| N.º | Data de lançamento    | ISBN              |
| --- | --------------------- | ----------------- |
| 1   | 9 de novembro de 2022 | 978-4-06-529642-4 |
| 2   | 9 de março de 2023    | 978-4-06-521533-3 |
| 3   | 7 de dezembro de 2023 | 978-4-06-532842-2 |

### Anime
Programado para ser transmitido a partir de abril de 2024.
De acordo com o Kenkyo na Circle original, o anime de televisão "reproduz bastante fielmente a versão em quadrinhos".

#### Equipe
- Original - Kenkyo na Circle ("Autora da Série")
- Design de personagens original - Meru
- Mangá - Yosuke Ishizawa ("Shonen Magazine Pocket" serializado pela Kodansha)
- Música - R・O・N
- Diretor - Hitoshi Tamamura
- Produção de animação - Tsumugi Akita Anime Lab